# 科普特裔美国人
科普特裔美国人（羅馬化：niremenkāmi enamerika）是指拥有科普特人血统的美国公民，目前科普特裔美国人大约有四十五万人。早在20世纪40年代后期科普特人就开始对美国的移民。到了1952年科普特移民从埃及到美国的移民大大增加。在美国的第一个科普特教堂是20世纪60年代末在新泽西成立的圣马可科普特东正教会。

## 著名人物
以下名單包括獲得美國公民身份的原始移民及其美國後裔。
- Nader Anise（英语：Nader Anise），科普特美國商會（Coptic Chamber）創始人、律師
- Halim El-Dabh（英语：Halim El-Dabh），作曲家、民族音樂學家
- Fadi Chehade（英语：Fadi Chehade），RosettaNet創始人
- Gamal Helal（英语：Gamal Helal），翻譯官、外交官（已退休）
- Raymond Ibrahim（英语：Raymond Ibrahim），作者、評論員
- Magdi Khalil（英语：Magdi Khalil），評論員
- Marty Makary（英语：Marty Makary），科學家、作家
- 雷米·馬利克，演員
- Emil Michael（英语：Emil Michael），商人、Uber前副總裁
- Michael Mina（英语：Michael Mina），廚師、餐館老闆
- Dina Powell（英语：Dina Powell），前美国副国家安全顾问
- Morris Sadek（英语：Morris Sadek），律師和活動家
- Fayez Sarofim（英语：Fayez Sarofim），億萬富翁、薩羅菲姆家族財富的繼承人
- Matthew Shenoda（英语：Matthew Shenoda），詩人、作家、教授
- Bassem Youssef (FBI agent)（英语：Bassem Youssef (FBI agent)），聯邦調查局反恐部門的部長
- Nabih Youssef（英语：Nabih Youssef），結構工程師